# Liste der Einträge im National Register of Historic Places im Floyd County (Texas)
Die Liste der Registered Historic Places im Floyd County führt alle Bauwerke und historischen Stätten im texanischen Floyd County auf, die in das National Register of Historic Places aufgenommen wurden.

## Aktuelle Einträge
| Lfd. Nr. | Name im NRHP               | Bild | Datum der Eintragung | Adresse/Lage          | Ort      | NRHP-ID  | Beschreibung |
| -------- | -------------------------- | ---- | -------------------- | --------------------- | -------- | -------- | ------------ |
| 1        | Floyd County Stone Corral  |      | 27. Sep. 1984        | Address Restricted    | Floydada | 84001666 |              |
| 2        | Floydada Country Club Site |      | 7. Nov. 1979         | Address Restricted    | Floydada | 79002939 |              |
| 3        | Quitaque Railway Tunnel    |      | 13. Sep. 1977        | 10 mi. SW of Quitaque | Quitaque | 77001442 |              |